# Каспийско-Кавказский фронт
Каспийско-Кавказский фронт — оперативно-стратегическое объединение РККА во время гражданской войны. Образован (выделен из состава Южного фронта) 8 декабря 1918 года приказом РВСР на территории Нижней Волги, северного и западного побережья Каспийского моря и Северного Кавказа. Расформирован приказом РВСР № 003 от 13 марта 1919 года , войска переданы на формирование 11-й отдельной армии. Штаб фронта располагался в Астрахани.

## Состав
В состав Каспийско-Кавказского фронта входили:
- 11-я армия,
- 12-я армия,
- Астрахано-Каспийская военная флотилия.

## Боевые действия
Фронту была поставлена задача силами 11-й армии продолжать наступление на Армавир — Тихорецкая против войск Деникина, силами 12-й армии вести наступление на Петровск — Дербент. Войска 11-й армии не смогли выполнить поставленные задачи, но своими действиями сковали значительные силы противника. Войска 12-й армии вели оборонительные бои в районах Кизляра и западнее Гурьева. В январе 1919 войска 11-й армии потерпели поражение и в феврале отошли за реку Маныч и в район Астрахани. Из части сил фронта 4 февраля 1919 был создан Ставропольский участок фронта с целью содействовать наступлению Южного фронта. В феврале 1919 войскам фронта удалось обеспечить оборону Астрахани и устья Волги и не допустить соединения войск Деникина с уральскими белоказаками.

## Командный состав
Командующий:
- М. С. Свечников (8 декабря 1918 — 19 марта 1919)

Члены РВС:
- Н. А. Анисимов (13 декабря 1918 — 19 марта 1919),
- С. Е. Сакс (13 декабря 1918 — 19 марта 1919),
- А. Г. Шляпников (13 декабря 1918 — 14 февраля 1919),
- K. A. Мехоношин (14 февраля — 19 марта 1919).

Начальник штаба:
- Е. А. Николич[4]